# Франц Бервалд
Франц Адолф Бервалд (на шведски: Franz Adolf Berwald) е шведски композитор, представител на романтизма. Автор на няколко симфонии, концерти, опери, оперети и камерна музика.